# Metteniusa santanderensis
Espèce
Statut de conservation UICN

 VU B1+2c : Vulnérable
Metteniusa santanderensis est une espèce de plantes de la famille des Metteniusaceae.

## Publication originale
- Flora de Colombia 11: 38–40, f. 15. 1988.